# Christian Gaul
Christian Gaul (* 1964 in Berlin) ist ein deutscher Schauspieler und Synchronsprecher.

## Werdegang
Christian Gaul absolvierte seine Ausbildung von Oktober 1984 bis Juni 1988 an der Universität Mozarteum Salzburg. Seither ist er als Schauspieler in verschiedenen Fernsehproduktionen zu sehen gewesen. In den Kurzfilmen Die letzten Tage (2004) sowie Sunny (2012) spielte er jeweils Nebenrollen und auch in den Kinofilmen Ein russischer Sommer (2010) und Die Unsichtbare (2011) hatte Gaul Auftritte. Unter der Regie von Patrick Winczewski spielte Gaul für das ZDF in der Serie SOKO Leipzig (2007) mit und im Tatort: Mauerpark (2011) schlüpfte er in die Rolle des Kindermörders Kurt Bach.
Neben seiner Tätigkeit als Schauspieler ist Christian Gaul auch als Synchronsprecher tätig. Er lieh bereits mehrmals Nick Swardson seine Stimme, so zum Beispiel in Jack und Jill, Meine erfundene Frau und Der Chaos-Dad. Darüber hinaus synchronisierte er Anupam Kher in Silver Linings, Ethan Suplee in der Filmkomödie Clerks 2 und Ken Foree in El Superbeasto. Serienrollen hat Gaul seit 2009 in The Big Bang Theory als Sprecher von Barry Kripke, gespielt von John Ross Bowie und in Dexter als Stimme von Brad William Henke. Auch in Anime-Serien ist Christian Gaul regelmäßig zu hören, so beispielsweise als Xerxes Break in Pandora Hearts, als William Farnese in Romeo x Juliet und als Transvestiten in El Cazador de la Bruja und City Hunter. In der Fernsehserie Henry Danger sprach er die Figur Van Del. Seit 2011 ist Christian Gaul die deutsche Stimme von Miss Piggy.
Christian Gaul spricht neben Deutsch auch Englisch, Norwegisch, Französisch und Spanisch.

## Filmographie
- 1985: Der Alte
- 2000: Streit um drei
- 2001: Lotto-Liebe
- 2002: Nachts im Park
- 2003: Im Namen des Gesetzes
- 2006: Liebe auf vier Pforten
- 2008: Wir sind das Volk – Liebe kennt keine Grenzen
- 2005, 2008: SOKO Leipzig
- 2009: Ein russischer Sommer
- 2010: 380.000 Volt – Der große Stromausfall
- 2010: Polizeiruf 110: Fremde im Spiegel
- 2011: Die Unsichtbare
- 2011: Männerherzen … und die ganz ganz große Liebe
- 2011: Die Stein
- 2011: SOKO Wismar
- 2011: Tatort: Mauerpark
- 2012: Letzte Spur Berlin
- 2012: Unser Charly
- 2012: Lotta & die großen Erwartungen
- 2014: Sie heißt jetzt Lotte!
- 2014: Mit Burnout durch den Wald
- 2014: Bella Amore – Widerstand zwecklos
- 2016: Um Himmels Willen

## Hörspiele
- 1996: Rolf Schneider: Montezumas Krone (Portier) – Regie: Rolf Schneider (Kriminalhörspiel – MDR/SFB)
- 2000: Heiner Grenzland: Chat Lines – Sphex sucht Sunshine_17 – Regie: Heiner Grenzland (Hörspiel – DeutschlandRadio Berlin)
- 2001: Heiner Grenzland: trunken zerebral (Frei nach den Novellen von Gottfried Benn) – Regie: Heiner Grenzland (Hörspiel und Radiokunst – Coproduktion Sender Freies Berlin, ORF, ODR und RB)
- 2004: Gabriele Herzog: Hundediebe – Regie: Klaus-Michael Klingsporn (Kinderhörspiel – DLR Berlin)
- 2004: Michael Koser: Die Schule der Glücksritter oder Arsène Lupin trifft Al Capone – Regie: Renate Heitzmann (Hörspiel – DLR)
- 2005: Andreas Knaup: Kuckuckskind – Regie: Klaus-Michael Klingsporn (Hörspiel – DLR)
- 2009: Wolfgang Zander: Das schwarze Haus – Regie: Beatrix Ackers (Kinderhörspiel – DKultur)
- 2010: Thilo Reffert: Australien, ich komme – Regie: Oliver Sturm (Kinderhörspiel – DKultur)
- 2012: Christian Hussel: Die Rubine des Berbers – Regie: Wolfgang Rindfleisch (Hörspiel – DKultur)
- 2014: Tom Peuckert: Klassiker Europas – Regie: Oliver Sturm (Literarische Séance – RBB)
- 2014: Maraike Wittbrodt: Wolfsmutter – Regie: Wolfgang Rindfleisch (Kinderhörspiel – DKultur)
- 2014: Christoph Güsken: Quotenkiller – Regie: Klaus-Michael Klingsporn (Hörspiel – DKultur)

## Synchronrollen (Auswahl)
Gabriel Iglesias
- 2012: Magic Mike als Tobias
- 2015: Magic Mike XXL als Tobias

Nick Swardson
- 2013: Kindsköpfe 2 als Nick
- 2016: The Do–Over als Bob

Nick Kroll
- 2016: Sing als Gunter
- 2021: Sing – Die Show deines Lebens als Gunter

### Filme
- 1989: Für Shigeru Chiba in Dragon Ball Z – Die Todeszone des Garlic Jr. Als Nikki
- 1997: Für Joji Abe in City Hunter: Good-bye My Sweetheart als Erika
- 1999: Für Richard Yearwood in Willkommen in Freak City als Aise Jefferson
- 2008: Für Omid Abtahi in Space Chimps – Affen im All als Dr. Jagu
- 2008: Für Simon Rex in Superhero Movie als menschliche Fackel
- 2010: Für Jean–Charles Fonti in Kiss & Kill als Jean–Paul
- 2011: Für Ed Ackerman in Chillerama als Ticketverkäufer
- 2011: Für Peter Allen Vogt in Happy New Year als Krankenpfleger
- 2011: Für Judd Apatow in Der Zoowärter als Barry, der Elefant
- 2013: Für Jason Thorpe in Fast & Furious 6 als Auktionator
- 2016: Für Steven Garr in Die Weihnachtsstory
- 2016: Für Steve Coogan in Pets als Reginald
- 2019: Für Loïc Legendre in Monsieur Claude 2 als Priester von Chinon
- 2023: Für Nico Santos in Guardians of the Galaxy Vol. 3 als Recorder Theel
- 2024: Für Nick Kroll in Sing: Thriller als Gunther

### Serien
- 2006: Für Carlos Jacott in Desperate Housewives als Gary Grantham
- 2007–2011: Für Ethan Suplee in My Name Is Earl als Randy Hickey
- 2008: Für Brad William Henke in Dexter als Tony Tucci
- 2008–2010: Für Noriaki Sugiyama in Black Butler als William T. Spears
- 2009: Für Paul Doucet in Zone of Separation als Major Simon Desjardin
- 2009–2015: Für John Lutz in 30 Rock als Lutz
- 2009–2019: Für John Ross Bowie in The Big Bang Theory als Dr. Barry Kripke
- 2010: Für Joshua Allen in Die Geister von Ainsbury als Buddy
- 2011: Für Akira Ishida in Pandora Hearts als Xerxes Break
- 2012: Für George Back in Bucket & Skinner als Three Pieces
- 2012–2016: Für Thurop van Orman in Willkommen in Gravity Falls als Gideon Gleeful
- 2015: Für Matt Baram in Make It Pop als Melwood Stark
- 2015–2019: Für Alexandra Billings in Transparent als Davina
- 2016–2019: Für John Ross Bowie in Speechless als Jimmy DiMeo, Sr.
- 2017–2019: Für Alan Tudyk in The Tick als Dangerboat
- 2020: Für Eric Jacobson in Und jetzt: Die Muppets! Als Miss Piggy

### Videospiele
- 2022: Mario + Rabbids Sparks of Hope als Tristan[3]

## Computerspiele
- 2013: The Raven: Vermächtnis eines Meisterdiebs (David Kreutzer)